# Ctenarytaina thysanura
Ctenarytaina thysanura är en insektsart som beskrevs av Ferris och Klyver 1932. Ctenarytaina thysanura ingår i släktet Ctenarytaina och familjen rundbladloppor. Inga underarter finns listade i Catalogue of Life.